# Villamayor de los Montes
Villamayor de los Montes és un municipi d'Espanya pertanyent a la província de Burgos, a la comunitat autònoma de Castella i Lleó. Té una àrea de 40,71 km² amb una població de 227 habitants (INE 2011) i una densitat de 5,6 hab/km².

## Símbols
L'escut heràldic que representa el municipi va ser aprovat oficialment el 14 de maig de 1998 amb el següent blasó:
| «                                                 | «Escudo partido. Primero, de oro con una encina de sinople, frutada de oro y surmontada de siete estrellas de gules, puestas en el jefe, cuatro y tres. Segundo, de gules con un báculo abacial y el fuste y capitel de una columna, ambos de plata y puestas en palo, uno a lado de la otra. Entado en punta de azur con dos gavillas de oro. Al timbre, la Corona Real española.» | » |
| — Boletín Oficial de Castilla y León nº 116 de 22 | |   |

## Geografia

### Ubicació
Se situa a 35 quilòmetres de la capital burgalesa per l'Autovia del Nord, que travessa el terme municipal entre els pK 210 i 212. S'hi inclou a la Comarca de l'Arlanza. El relleu és molt característic de la regió, amb moltes ondulacions del terreny i petites muntanyes, estant el municipi a 891 metres sobre el nivell del mar.
| Nord-Oest: Villaverde del Monte | Nord: Villaverde del Monte, Madrigalejo del Monte | Nord-Est: Madrigalejo del Monte |
| Oest: Zael                      |                                                   | Est: Torrecilla del Monte       |
| Sud-Oest: Lerma                 | Sud: Lerma, Villalmanzo                           | Sud-Est: Villalmanzo            |

### Hidrografia
El municipi se situa a la ribera del riu Cubillo, havent desembocat una mica abans el rierol de l'Àngel.

### Clima
Villamayor de los Montes té un clima Csb (temperat amb estiu sec i temperat) segons la classificació climàtica de Köppen.
| Paràmetres climàtics mitjans de         | Paràmetres climàtics mitjans de | Paràmetres climàtics mitjans de | Paràmetres climàtics mitjans de | Paràmetres climàtics mitjans de | Paràmetres climàtics mitjans de | Paràmetres climàtics mitjans de | Paràmetres climàtics mitjans de | Paràmetres climàtics mitjans de | Paràmetres climàtics mitjans de | Paràmetres climàtics mitjans de | Paràmetres climàtics mitjans de | Paràmetres climàtics mitjans de | Paràmetres climàtics mitjans de |
| Mes                                     | Gen.                            | Feb.                            | Mar.                            | Abr.                            | Mai.                            | Jun.                            | Jul.                            | Ago.                            | Set.                            | Oct.                            | Nov.                            | Des.                            | Anual                           |
| --------------------------------------- | ------------------------------- | ------------------------------- | ------------------------------- | ------------------------------- | ------------------------------- | ------------------------------- | ------------------------------- | ------------------------------- | ------------------------------- | ------------------------------- | ------------------------------- | ------------------------------- | ------------------------------- |
| Temperatura diària màxima °C (°F)       | 7 (44,6)                        | 9 (48,2)                        | 12 (53,6)                       | 14 (57,2)                       | 18 (64,4)                       | 23 (73,4)                       | 27 (80,6)                       | 27 (80,6)                       | 23 (73,4)                       | 17 (62,6)                       | 11 (51,8)                       | 8 (46,4)                        | 16,3 (61,3)                     |
| Temperatura diària mínima °C (°F)       | −1 (30,2)                       | −1 (30,2)                       | 1 (33,8)                        | 3 (37,4)                        | 6 (42,8)                        | 10 (50)                         | 12 (53,6)                       | 12 (53,6)                       | 9 (48,2)                        | 6 (42,8)                        | 2 (35,6)                        | 0 (32)                          | 4,9 (40,8)                      |
| Precipitació total mm (polzades)        | 47,4 (1,9)                      | 32,2 (1,3)                      | 32,2 (1,3)                      | 53,3 (2,1)                      | 61,5 (2,4)                      | 40,9 (1,6)                      | 23,6 (0,9)                      | 24,6 (1)                        | 32,5 (1,3)                      | 48,8 (1,9)                      | 54,4 (2,1)                      | 49,8 (2)                        | 41,8 (1,6)                      |
| Font: Weather Spark 7 de juliol de 2024 |                                 |                                 |                                 |                                 |                                 |                                 |                                 |                                 |                                 |                                 |                                 |                                 |                                 |

## Història
Villamayor de los Montes s'assenta al centre del que va ser antany un enorme bosc de roureda i alzinar. Els homes de la reconquesta i repoblació, molt a principis del segle X, van trobar la riba dreta de l'Arlanza coberta d'una densa casa forestal, a la part que existia entre Quintanilla del Agua y Torduelesa la qual van anomenar Valzalamio, nom d'algun de els seus dirigents. La família dominant a Lara, i que després va aglutinar tota Castella, es va sentir propietària del bosc i, l'any 938, la senyora Muñadona li va donar al Monestir de San Pedro de Cardeña, que ho va acceptar i va conservar durant segles, respectant aquells drets que havien adquirit els primers repobladors, alguns vinguts des d'Al-Àndalus.
Villamayor de los Montes n'era un i, potser, el més desenvolupat, segons indica el seu propi nom. A poc a poc es van anar afegint a Villamayor llogarets circumveïnes com Zorita, Santa Maria, Sant Andreu de Nava, Sant Bartomeu de Valzalami, Santa Maria de Valzalami (L'Àngel) i Villahizán, així que el terme de Villamayor va créixer notablement. Però al segle xiii es va operar a Villamayor un canvi jurídic amb conseqüències universals: Valzalamio, o almenys una part d'ell, havia passat a pertànyer a la poderosa família Fernández-Arias. Don García i la seva dona van acordar fundar a Villamayor un monestir cistercenc, l'abadessa del qual fos la senyora Marina Arias, monja ja a Las Vagas Reales de Burgos.
El monestir va ser fundat sota el comandament de la citada abadessa i va rebre una dotació adequada i Villamayor va passar al seu domini. D'aquesta manera, es va instaurar un règim d'abadent que va resultar beneficiós per al veïnat. El monestir és una obra d'art autèntica i la seva abadessa era la que autoritzava els nomenaments d'autoritats i la reglamentació de la vida urbana. Aquesta situació es va allargar fins a la supressió dels senyorius al segle XIX. Actualment, Villamayor de los Montes, amb 268 habitants, manté la vida agrària i els seus costums d'abans.

## Demografia
Compte amb una població de 163 habitants (INE 2023).

## Patrimoni

### Monasterio de Santa María la Real

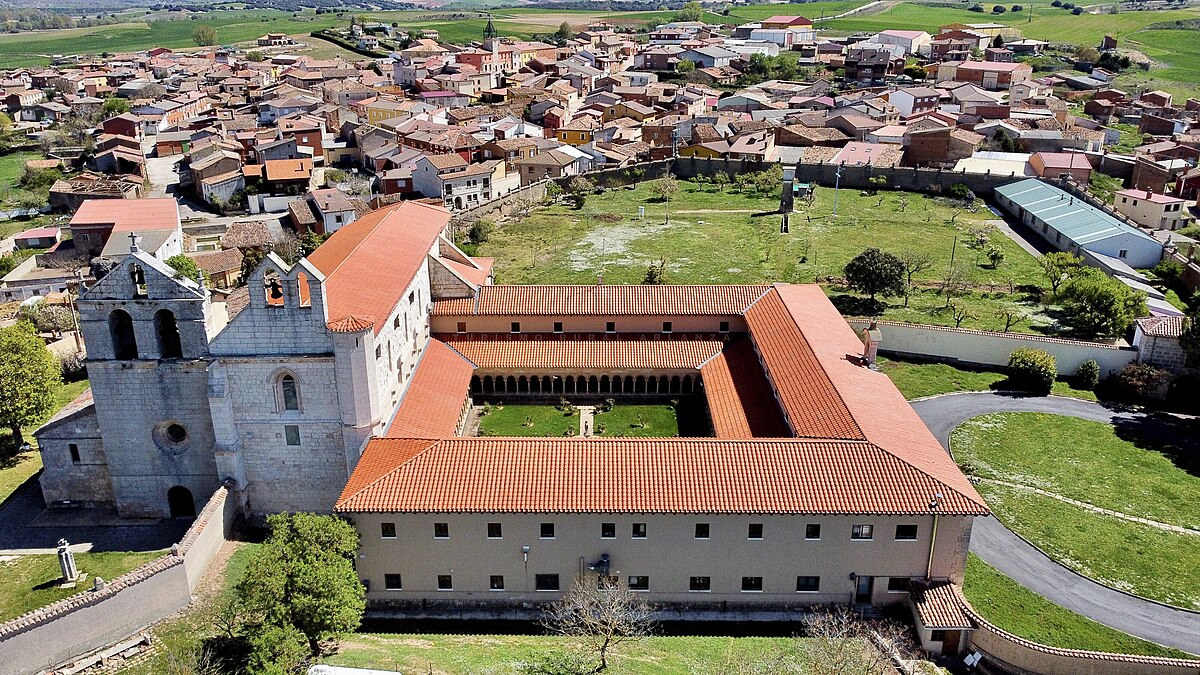
Monasterio de Santa María la Real

L'origen d'aquest cenobi es remunta a un antic monestir aixecat a principis del segle XI sota l'advocació de Sant Vicenç.
Al segle XIII, una part de Villamayor va passar a pertànyer a la poderosa família Fernández-Arias.
Don García i la seva esposa van acordar fundar un monestir cistercenc, l'abadessa del qual fos donya Marina Arias, monja ja a Les Vagues Reials de Burgos. La fàbrica va haver de concloure's el 1228, any en què va ser solemnement inaugurada l'església. D'aquesta època, se'n conserva l'església abacial i el claustre.
L'església constitueix un dels millors exemples de puresa i elegància dins l'estil ogival de l'escola cistercenca, i es va veure molt influïda per l'art de la Catedral i del Monestir de les Vagues de Burgos.

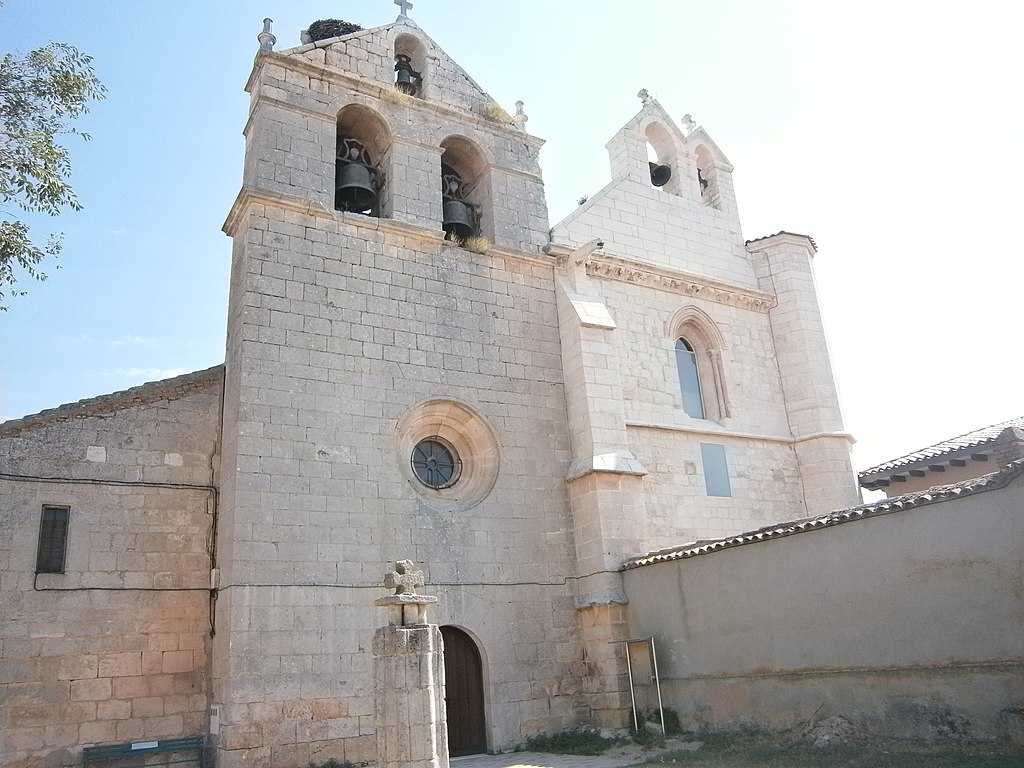
Iglesia de San Vicente

Consta d'una sola nau, creuer acusat i capçalera composta per tres capelles, la central poligonal i les laterals amb tester pla. Cal destacar el seu elegant absis a l'exterior, amb sis contraforts prismàtics adossats al mur i tres obertures esquinçades. Aquests últims es componen d'arc apuntat i òcul, rematats amb membranes apuntades i recolzades sobre mènsules amb caps humans. En contrast amb el decorat absis central es troben els laterals, caracteritzats per la seva simplicitat, amb llenços llisos i obertures simples.
Als peus de l'església se situa el cor abacial, estada coberta per una volta barroca de guix que va substituir el primitiu sostre de fusta, incendiat el 1575 i que potser tingués elements mudèjars. El carreuat, d'elegant sobrietat classicista, va ser realitzat al segle XVII, gràcies a una compensació realitzada pel duc de Lerma.
Així mateix, cal destacar en aquesta estada algunes figures escultòriques de gran qualitat, com són les talles gòtiques de Santa Maria la Reial, senyora del monestir, i la de Déu-Pare. També es conserven altres talles del segle XVI pertanyents a un retaule desaparegut.

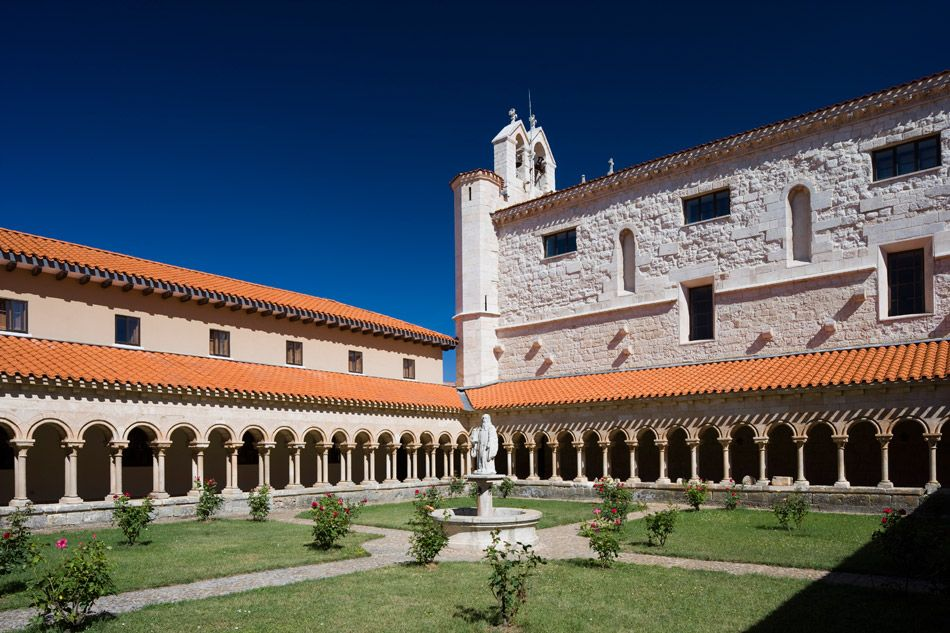
Claustre

El claustre, centre de la vida monàstica, se situa a la banda sud de l'església. És d'estil tardoromànic, amb planta irregular, ja que el nombre d'arqueries no va permetre conformar ni un quadrat ni un rectangle. És d'un sol cos, i les quatre colles estan formades per arcs de mig punt sustentats per columnes dobles i a les cantonades, fas de cinc columnes.
Destaquen, també, l'esquemàtica decoració dels capitells, composta per motius vegetals, i el paviment, un singular empedrat de còdols que es va haver de fer al segle XVI. En aquest sòl es representen diverses escenes d'animals heràldics, aus, conills, cérvols, a més de motius geomètrics. A l'ala de ponent hi ha el pou, element imprescindible per a l'abastament d'aigua a la comunitat i per al reg de l'horta. L'accés al cor des del claustre es fa a través d'una porta d'arc apuntat i doble arquivolta, datada a mitjan segle XIII.
El conjunt monàstic es completa amb altres dependències, com ara la sala capitular, i el temple parroquial de Sant Vicenç, adossat a l'església. En el que cal destacar la pica baptismal d'estil romànic i una elegant creu processional de plata.
En l'actualitat, aquest lloc roman habitat per monges cistercenques que, a més d'atendre les seves obligacions de pregària i culte, duen a terme altres tasques relacionades amb l'estudi, la publicació de llibres i revistes o la cuina, i és molt famós la rebosteria d'aquest monestir.

### Hospital de La Consolación

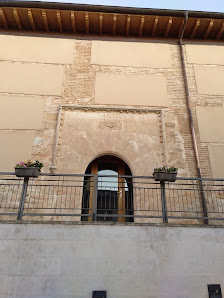
Hospital de la Consolación

Està situat al nucli urbà, té forma rectangular, d'una sola nau, amb uns 200 metres de planta i només se'n conserven els murs, havent desaparegut voltes i la coberta.
Va pertànyer a un hospital fundat per Gonzalo Martínez, canonge de Segòvia, i els seus elements artístics indiquen que es tracta d'un edifici de començaments del segle xvi, encara que amb actuacions posteriors, fins al segle XVII o XVIII.
Als dos murs de l'edifici visibles des del carrer, hi ha dues portades, la factura de les quals correspon a un model civil amb arcs de mig punt, amb decoració de boles i escut, totes dues d'indubtable valor. Els murs són d'influència mudèjar, alternant fàbrica de pedra de maçoneria i draps de maó vist, existint parts de tova.
L'antic hospital per a pobres, amb el temps, va passar a ser ermita veïnal, on se celebraven misses i lloc d'ensenyament catecumenal.
L'edifici ha estat rehabilitat com a centre cívic, on ja s'han desenvolupat diverses exposicions de pintura i altres arts.

### Ermita de Nuestra Señora la Virgen de Nava

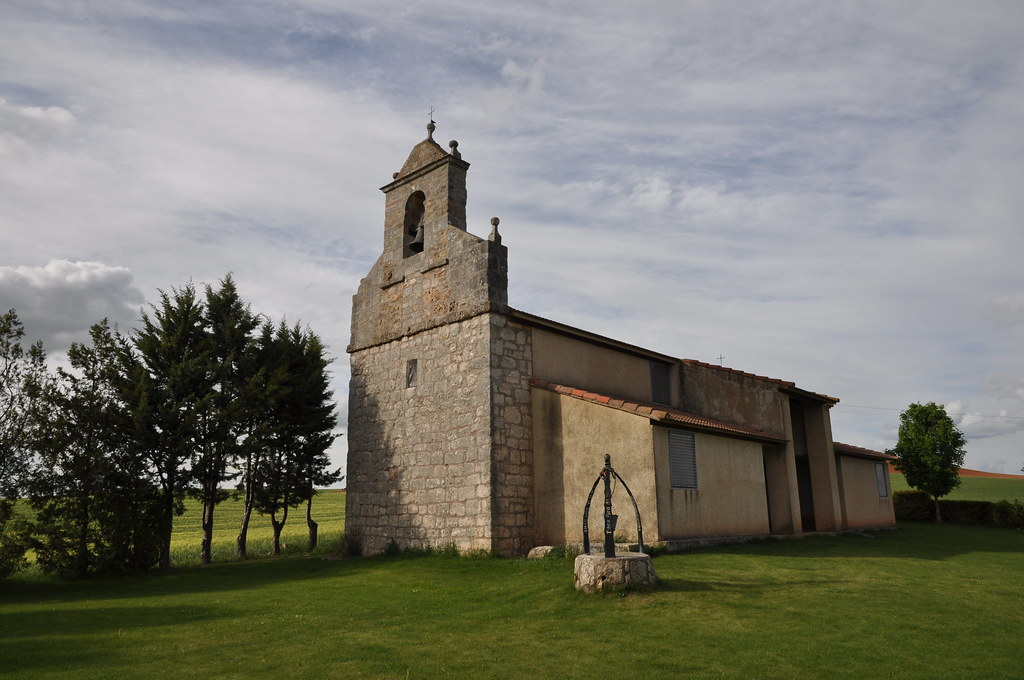
Ermita de Nuestra Señora la Virgen de Nava

A tres quilòmetres del poble, al lloc de Sant Andreu, es troba aquesta ermita que aixopluga la imatge de la Virgen de Nava, la qual gaudeix de gran devoció entre els veïns. La romeria de la Verge és el 16 de maig. L'edifici va ser restaurat en el 2022, passant a lluir un color blanc en la seva façana, aquest consta d'una nau central decorada amb diversos quadres referenciant la vida del poble i la importància de la Verge en ell, també trobem un petit retaule amb la imatge de Nuestra Señora de Nava. També té una petita campana que anuncia el començament de les eucaristies.

## Cultura
1. ↑  «RESOLUCIÓN de 14 de mayo de 1998, de la Diputación Provincial de Burgos, por la que se hace pública la aprobación de Escudo Heráldico de Villamayor de los Montes» (pdf). Boletín Oficial de Castilla y León nº 116 de 22.  Junta de Castilla y León.